# Oberwampach
Oberwampach är en ort i Luxemburg.   Den ligger i distriktet Diekirch, i den nordvästra delen av landet, 50 km norr om huvudstaden Luxemburg. Oberwampach ligger 413 meter över havet och antalet invånare är 183.
Terrängen runt Oberwampach är platt åt nordväst, men åt sydost är den kuperad. Oberwampach ligger nere i en dal.  Närmaste större samhälle är Wiltz, 7,3 km sydost om Oberwampach. 
I omgivningarna runt Oberwampach växer i huvudsak blandskog. Runt Oberwampach är det ganska tätbefolkat, med 120 invånare per kvadratkilometer.